# Thomas Prange
Thomas Prange (* 25. März 1974 in Minden) ist ein ehemaliger deutscher Leichtathlet und Bobsportler sowie heutiger Leichtathletiktrainer beim LC Paderborn.

## Sportliche Karriere
Prange wurde in Lübeck im Jahr 1996 mit 10,54 s Deutscher Juniorenmeister über die 100-Meter-Sprintdistanz. Es folgten danach jährliche Qualifikationen zu den Deutschen Meisterschaften mit mehrfachen Endlaufteilnahmen. In der Sprintabteilung ist er auch als Trainer tätig.
Erfolgreich war Thomas Prange auch als Anschieber im Bobsport. Im Jahr 2004 wurde er in Altenberg zusammen mit Kai Kaufmann und Christian Reppe Deutscher Meister im Viererbob von Hartl Sanktjohanser. Im gleichen Jahr errang das Team den dritten Platz im Vierbob-Weltcup in St. Moritz. Im Jahre 2009 folgte ein Sieg bei den internationalen Startwettkämpfen in Ilsenburg mit dem US-Sprinter Abraham Morlu (PB: 10,22 s). Thomas Prange betreut u. a. das Bobteam Karl Angerer, welches nach einer erfolgreichen Weltcup-Saison für die Olympischen Winterspiele 2010 in Vancouver nominiert wurde. 2011 gewann das Team Karl Angerer in Königssee die Silbermedaille bei der Bob-WM im Viererbob. Die Athleten Karl Angerer, Alexander Mann, Gregor Bermbach und Christian Friedrich erzielten dort in drei Rennläufen die Startbestzeit.
Seit 2014 trainiert Prange auch die Sprinterin Tatjana Pinto, die sich im 100-Meter-Lauf für die Olympischen Sommerspiele 2016 in Rio de Janeiro qualifizierte. Mittlerweile gehören auch Yasmin Kwadwo, Keshia Kwadwo und Monika Zapalska in seine Trainingsgruppe beim LC Paderborn.
Darüber hinaus ist Prange Athletiktrainer der Squashspieler Simon Rösner und Raphael Kandra.